# 米夏埃尔·舒尔茨
米夏埃尔·舒尔茨（德語：Michael Schulz，1961年9月3日—），德国男子足球运动员，司职后卫。他曾代表西德国奥队参加1988年夏季奥林匹克运动会足球比赛，获得一枚铜牌。